# Helcogramma striata
Espèce
Synonymes
- Helcogramma striatum Hansen, 1986

Statut de conservation UICN

 LC  : Préoccupation mineure
Helcogramma striata , communément nommé triptérygion strié, est un poisson osseux de petite taille de la famille des Tripterygiidae natif de la zone centrale du bassin Indo-Pacifique. 

## Description
Le triptérygion strié est un poisson de petite taille qui peut atteindre une longueur maximale de 4 cm pour les mâles,.
Le corps est fin, de section plus ou moins cylindrique et relativement allongé, sa bouche est terminale. 
La partie ventrale de ce poisson est blanchâtre. Le reste du corps est rouge brique avec deux lignes longitudinales blanches et quelques points blancs entre les yeux. Les nageoires sont translucides. Son œil est relativement gros et son iris est orangé.

## Distribution & habitat
Le triptérygion strié est présent dans les eaux tropicales et subtropicales du centre du bassin Indo-Pacifique soit de l'Inde orientale et Sri Lanka aux Philippines ainsi que du sud du Japon aux Îles Salomon.
Il apprécie les eaux claires avec peu de courant et ce de la surface à trente mètres de profondeur,. Il est souvent observé sur des substrats durs comme des coraux, des roches, des éponges...

## Biologie
Le triptérygion strié vit en petits groupes et se nourrit de zooplancton.

## Statut de conservation
L'espèce ne fait face à aucune menace importante en dehors de la collecte pour le marché de l’aquariophilie, elle est toutefois classée en "préoccupation mineure"(LC) par l'UICN.